# Базакин, Николай Николаевич
Базакин, Николай Николаевич (род. 14 февраля 1923 года, Москва — 29 августа 2010) — участник Великой Отечественной войны, Герой Советского Союза.

## Биография
Родился 14 февраля 1923 года в Москве, в рабочей семье.
Детство Николая прошло в Москве. За несколько дней до нападения Германии на СССР он окончил 10 классов 244-й московской средней школы. А в начале июля 1941 года уже оказался на дальних подступах к столице. Там на рубеже Смоленск, Ярцево, Дорогобуж, Вязьма создавались оборонительные сооружения.
Эта работа требовала немалых физических сил. Трудиться приходилось весь световой день. Недосыпали, недоедали, нередко подвергались бомбардировкам немецкой авиации. Бывали и особые поручения: например, приходилось принимать участие в отлавливании парашютистов-диверсантов.
В конце сентября 1941 года Николай Базакин возвратился в Москву. Незамедлительно призван в армию. Его зачислили в 116-й отдельный лыжный батальон. Началась усиленная боевая подготовка. Учились самому главному: метко стрелять, точно бросать гранаты, ходить на лыжах, основательно владеть приёмами рукопашного боя.
В декабре 1941 года комсомольский лыжный батальон вошёл в состав 1-го гвардейского корпуса П. А. Белова. И почти сразу же вступил в боевые действия.
Первую значительную победу лыжный батальон одержал под городом Мосальском. Враг отчаянно сопротивлялся. Но под натиском дружно бросившихся в атаку бойцов фашисты не устояли, начали отходить, оставляя укреплённые позиции. Было уничтожено несколько десятков немцев и захвачено немало трофеев.
В феврале 1942 года Николай Базакин получил ранение в правое бедро и был направлен в госпиталь в Иваново. Спустя некоторое время его перевели в батальон выздоравливающих, который находился под Москвой.
С мая 1942 года он снова на фронте, в 12-м гвардейском полку 5-й гвардейской стрелковой дивизии. К сожалению, долго Н. Базакин в этом полку не продержался. В августе 1942 года в одном из боёв он был ранен в ногу и отправлен на излечение в госпиталь, размещавшийся в городе Гусь-Хрустальный. Оттуда — вновь на фронт, теперь уже в разведроту 108-й стрелковой дивизии Западного фронта.
Николай достойно проявил себя в этой роте и был направлен на курсы командного состава Западного фронта. В апреле 1944 года Н. Базакин с отличием заканчивает учёбу, ему присваивается звание младшего лейтенанта. Он назначается командиром взвода автоматчиков 346-го стрелкового полка 63-й стрелковой дивизии 5-й армии.
В конце июня 1944 года советских войска прорвали оборону противника южнее Витебска и устремились на запад. Активно и смело действовал в тех боях взвод младшего лейтенанта Базакина. Это было замечено командованием. Тогда и созрело смелое и многообещающее решение. Взвод Базакина был посажен на самоходные артиллерийские установки и направлен в рейд по тылам фашистских войск. Спустя несколько дней он уже углубился на 200 километров. Небольшой мобильный отряд уничтожал узлы связи, артиллерийские батареи, склады и другие тыловые объекты. Сея панику в стане врага, он наводил страх и ужас на немцев.
Вскоре отряд соединился с партизанами, и начались их совместные действия. Позднее отряду была поручена охрана моста через реку. Важно было не допустить его подрыва фашистами. В ближайшее время по нему предстояло быстрое продвижение советских войск.
Десять суток продолжался рейд по тылам врага. За это время отряд уничтожил 10 танков, 2 артиллерийские батареи, много живой силы. В июле 1944 года оставшиеся в живых были удостоены высоких наград. Командир взвода автоматчиков младший лейтенант Базакин из рук командующего 5-й армией принял орден Красной Звезды и получил новое назначение, став командиром роты. Наступление продолжалось. И опят на острие действий была рота младшего лейтенанта Н. Базакина. Она первой ворвалась в Каунас, завязав уличный бой, выбила противника с занимаемого рубежа. Этим в немалой степени было обеспечено продвижение войск и полное освобождение города. Николай Базакин был награждён орденом Александра Невского.
В августе 1944 года 63-я стрелковая дивизия, продолжая наступление, была уже в 20 километрах от государственной границы СССР. Командир 646-го стрелкового полка майор Киселев собрал ротных и поставил перед ними задачу: к утру выйти на государственную границу, проходившую по реке Шешупе.
Наступление началось 17 августа после артиллерийской и авиационной подготовки. Николай Базакин и его подчинённые стремительно ворвались в немецкие траншеи, завязали рукопашный бой. Затем рота ворвалась во вторую линию траншей, выбила оттуда противника. Не снижая темпа наступления, она вышла на огневые позиции немецкой артиллерийской батареи, частично уничтожила орудийные расчёты. Остальные в панике бежали.
Под вечер противник бросил в контратаку танки и пехоту — она была отбита. До границы оставалось 100 метров. Николай Базакин поднял роту, и с громким «Ура!» она ринулась вперёд. Противник откатился. Рядом показалась водная гладь реки, рота вышла на государственную границу СССР. Вскоре сюда пробился весь батальон.
Подвиг Н. Н. Базакина достойно отмечен. 24 марта 1945 года ему присвоено звание Героя Советского Союза. Николай Николаевич ещё успел повоевать и на Востоке, внёс свой вклад в победу над Японией. В 1946 году он уволился в запас.
С отличием окончил в 1952 году Московский технологический институт пищевой промышленности. Год работал в Министерстве пищевой промышленности экономистом-технологом. С 1953 по 1963 год работал в Госплане СССР и 25 лет — в аппарате Совета Министров СССР: был референтом, заведующим сектором, заместителем заведующего отделом агропромышленного комплекса.
До 2000 года входил в состав Совета ветеранов Гагаринского района столицы.
Герой Советского Союза Н. Н. Базакин награждён орденами Ленина, Александра Невского, двумя орденами Отечественной войны I степени, двумя орденами Красной Звезды, двумя орденами «Знак Почета», многими медалями.
Умер 29 августа 2010 года. Похоронен на Востряковском кладбище.

## Семья
Отец — Базакин Николай Петрович (1886—1942). Мать — Базакина Елена Ефимовна (1893—1970). Супруга — Базакина Тамара Ивановна (1928 г. рожд.). Сын — Юрий Николаевич (1947 г. рожд.), служащий. Внучки: Елена и Ольга.

## Награды
- Герой Советского Союза
- ордена Ленина
- Орден Александра Невского
- Два Ордена Отечественной войны 1-й степени
- Два ордена Красной Звезды
- Два Ордена «Знак Почета»
- Медали СССР